# Pierre Bayen
Pierre Bayen   (Châlons-en-Champagne, 7 de febrer de 1725 - París, 15 de febrer de 1798) va ser un químic i farmacèutic francès, que va descobrir el fulminat de mercuri.

## Biografia
Fill d'un forner Bayen va ser el farmacèutic en cap de l'expedició militar de Menorca del 1755, després va passar a l'exèrcit d'Alemanya durant la guerra dels Set Anys. En acabar la guerra fou nomenat farmacèutic major lloc des d'on va crear la farmàcia militar. El 1766 va ser nomenat inspector general del servei de salut. Pierre Bayen va ser escollit membre del Académie des ciències el 1795.

## Obra

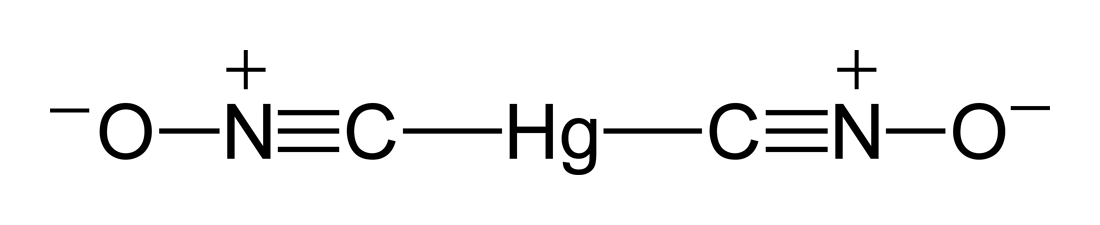
Fulminat de mercuri

Va analitzar les aigües minerals de França juntament amb Gabriel François Venel, va descobrir la propietat detonant del fulminat de mercuri, i va descobrir, abans que Antoine Laurent Lavoisier que, en la combustió els minerals capten en l'aire un dels seus principis, que ara sabem que és l'oxigen. Va fer nombroses observacions importants que va publicar als seus "Opuscles químics" el 1798.